# Alcyonidium nanum
Alcyonidium nanum är en mossdjursart som beskrevs av Silén 1942. Alcyonidium nanum ingår i släktet Alcyonidium och familjen Alcyonidiidae. Inga underarter finns listade i Catalogue of Life.